# Baltic Panamax Index
Le Baltic Panamax Index (BPI) est un indice des prix pour le transport maritime de vrac sec. Cet indice est publié par la société britannique Baltic Exchange basée à Londres. Il entre dans la composition du Baltic Dry Index (BDI).

## Méthodologie
Le BPI est une moyenne pondérée des prix des affrètements (uniquement charte-parties sur la durée) de navires Panamax sur les 4 routes maritimes suivantes:
| Abréviation | Type de cargo                        | Port en lourd du navire (en tonnes) | Route | Coefficient |
| ----------- | ------------------------------------ | ----------------------------------- | --- | ----------- |
| P1A_03      | Non applicable (affrètement à temps) | 74 000                              | Livraison et retour entre Skaw et Gibraltar, pour un voyage transatlantique (durée 45 à 60 jours)             | 0.25        |
| P2A_03      | Non applicable (affrètement à temps) | 74 000                              | Livraison entre Skaw et Gibraltar, retour entre Taïwan et le Japon (durée 60 à 65 jours)                      | 0.25        |
| P3A_03      | Non applicable (affrètement à temps) | 74 000                              | Livraison et retour entre le Japon et la Corée du Sud, pour un voyage dans le Pacifique (durée 35 à 50 jours) | 0.25        |
| P4A_03      | Non applicable (affrètement à temps) | 74 000                              | Livraison entre le Japon et la Corée du Sud, retour entre Skaw et Gibraltar (durée 50 à 60 jours)             | 0.25        |

La définition des routes composant l'indice est sujette à modification par le Baltic Exchange.
L'indice est publié chaque jour du lundi au vendredi à 13 heures (fuseau horaire de Singapour).
En juillet 2011, le panel de courtiers maritimes consultés pour les prix des affrètements était composé de: Acropolis Chartering & Shipping Inc., Arrow Chartering (UK) Ltd, Banchero-Costa & C s.p.a, Barry Rogliano Salles, Braemar Seascope, Chinica Shipbrokers Ltd, Clarksons, Fearnleys A/S, GFI Brokers Ltd, E A Gibson Shipbrokers Ltd, Hai Young Int., Howard Houlder (Dry Cargo) Ltd, Howe Robinson & Co Ltd, Icap Shipping Ltd, Ifchor SA, John F Dillon & Co, Lawrence (Chartering) Ltd, LSS F, Maersk Broker, Neo Chartering, Optima Chartering, Thurlestone Shipping Ltd, Simpson Spence & Young Ltd et Yamamizu Shipping Co Ltd.
Le BPI est un des indices utilisé pour le règlement de contrats à terme (comme les forwards) dans le secteur du transport maritime.